# USS LST-502
O USS LST-502 foi um navio de guerra norte-americano da classe LST que operou durante a Segunda Guerra Mundial.